# Salt Lake City Stars
O Salt Lake City Stars é um clube de basquetebol profissional estadunidense sediado em Salt Lake City, Utah. É afiliado ao Utah Jazz. Eles jogam na Conferência Oeste na NBA Development League (NBA D-League), uma liga pra jogadores em desenvolvimento para subir à National Basketball Association (NBA).

## História
Foi fundado em 1997.